# Gruyer
Un gruyer est un officier public, avec une juridiction, chargé à partir du XIIIe siècle de s'occuper des forêts domaniales pour le compte d'un seigneur haut justicier. Il met en réserve les domaines boisés ou hagis, contrôle les usages coutumiers et juge en première instance les délits commis dans les forêts et les rivières de sa circonscription ou gruerie, à commencer par les déprédations ou les mésusages paysans.
Ce titre est utilisé très longtemps en Bourgogne, en Franche-Comté, en Bretagne, ainsi qu'en Lorraine où les grueries subsistent jusqu'en 1747. La réformation des forêts met un terme à cette fonction, ou plutôt à cette appellation.

## Histoire du mot et d'une fonction
Le mot gruyer a une origine féodale. Il provient du gallo-romain grodiarius, le maître forestier chargé de gérer la part non cultivée ou allouée d'un domaine, c'est-à-dire la manse domaniale principalement mise en réserve. Elle comporte le capital réservé d'un domaine, soit le cheptel nourri à la bonne saison et les bois de valeur.
Si le saltus gallo-romain est un espace à usage et à prédation ouverte et commune, la foresta mérovingienne est étymologiquement "en dehors des états", donc du domaine ou villa. L'espace de la foresta est simplement géré à part, pour préserver bois, clairière, prairie, flore et faune sacrées. Le roi germanique et sa cour, peut-être la noblesse gallo-romaine y avaient des privilèges de chasse. Le francique gruoli, ce qui est vert, a influencé par rapprochement la fonction. Désormais, les forestiers ou forestarii, habillés de façon reconnaissable en vert, exercent une fonction collective de protection de l'ordre du monde. Un sens collectif d'espace mis en commun, où chacun a des droits définis, apparaît. Si les pauvres n'ont pas de droit de chasser le grand gibier, ils peuvent ramasser le bois mort et capturer certains petits animaux.
Le mot féodal s'est appliqué par essence à une possession privée. Il peut s'agir d'un garde privé au service d'un seigneur propriétaire. Le terme a aussi fini par désigner un noble qui possède un droit d’usage et de justice sur les bois d’un vassal.
L'officier gruyer intervient dans la récupération des épaves. Celles-ci peuvent être un troupeau ou un animal domestique divagant, un gibier imprévu, un chariot délaissé par des pilleurs de bois en fuite, une attelage saisi en délit de traînage, une voiture de bois dérobé... Les procès verbaux rédigés depuis la généralisation de cette fonction de protection des forêts témoignent de la vie quotidienne dans les forêts.

## Dérivés
Le gallo-romain grodarius ou l'ancien français gruyer qui a pu s'écrire et se prononcer groyer, grayer, grurin... sont à l'origine de noms de famille ou de contrée. Par altération, ils ont donné Ruyer, Royer, Rayez...
La ville et la montagne de Gruyères en Suisse, partie du grand royaume de Burgondie ou Bourgogne pourraient être décrites comme une réunion de circonscriptions sous l'autorité de gruyers ou grueries. Mais le toponyme renommé pour son fameux fromage est gallo-romain même s'il est encore compris au Moyen Âge.